# MicroPython
MicroPython ist eine Softwareimplementierung einer Programmiersprache. Sie ist weitgehend kompatibel mit Python 3 und für den Betrieb auf einem Mikrocontroller optimiert.
MicroPython ist ein in C geschriebener, vollständiger Python-Compiler und eine Laufzeitumgebung, die auf der Mikrocontroller-Hardware läuft. Enthalten ist eine Auswahl von Python-Kernbibliotheken; MicroPython enthält Module, die dem Programmierer Zugriff auf Low-Level-Hardware ermöglichen. Der Quellcode für das Projekt ist auf GitHub unter der MIT-Lizenz verfügbar.
Für die Programmierung mit MicroPython gibt es inzwischen einige IDEs, z. B. µPyCraft oder Thonny.
Die Micropython und Circuitpython Firmware kommt im .uf2 Dateiformat. Der Mikrocontroller wandelt diese dann in die entsprechende Firmware um.

## Derivat
AdaFruit entwickelte im Jahre 2017 ein MicroPython-Derivat namens CircuitPython.